# NGC 2052
NGC 2052 (również ESO 56-EN176) – mgławica emisyjna w konstelacji Złotej Ryby, w Wielkim Obłoku Magellana. Została odkryta w 1834 r. przez brytyjskiego astronoma Johna Herschela.